# Lukáš Kristejn
Lukáš Kristejn (* 17. Februar 1989) ist ein ehemaliger tschechischer Biathlet.

## Karriere
Lukáš Kristejn gab sein internationales Debüt im Rahmen der Biathlon-Juniorenweltmeisterschaften 2008 in Ruhpolding, bei denen er 62. des Einzels, 36. des Sprints und 41. des Verfolgers wurde. Es folgten die Crosslauf-Rennen der Junioren bei den Sommerbiathlon-Weltmeisterschaften 2008 in der Haute-Maurienne, bei denen der Tscheche Zehnter des Sprints und Siebter der Verfolgung wurde. 2009 startete er erneut bei den Juniorenweltmeisterschaften in Canmore und wurde 17. des Sprints, 24. der Verfolgung und des Einzels sowie Elfter mit der Staffel. Bei den Juniorenrennen der Sommerbiathlon-Weltmeisterschaften 2009 in Oberhof trat er in allen möglichen fünf Rennen an. Bei den Cross-Wettkämpfen wurde Kristejn Weltmeister im Sprint und gewann hinter Anuzar Yanusov und Ivan Kryukov die Bronzemedaille im Verfolgungsrennen. Nicht ganz so erfolgreich verliefen die Wettbewerbe auf Rollskiern. Im Sprint kam er auf den 15. Platz, wurde 22. der Verfolgung und Fünfter mit der Mixed-Staffel. 2010 nahm er letztmals an einer Juniorenweltmeisterschaft teil und erreichte in Torsby Platz 43 im Einzel, 55 im Sprint und Sieben mit der Staffel. Das Verfolgungsrennen beendete er nicht.
Beim IBU-Sommercup 2010 bestritt Kristejn seine ersten Rennen bei den Männern und erreichte sofort gute Resultate. In Nové Město na Moravě wurde er hinter Michal Šlesingr Zweiter des Sprints und im Verfolgungsrennen Dritter hinter Friedrich Pinter und Šlesingr. Erstes Großereignis wurden die Biathlon-Europameisterschaften 2011 in Ridnaun. Kristejn belegte im Einzel den 27. Platz, wurde 56. des Sprints, 39. der Verfolgung und mit Vít Jánov, Tomáš Krupčík und Ondřej Exler als Startläufer der Staffel 12. Bei den Sommerbiathlon-Weltmeisterschaften 2011, ebenfalls in Nové Město, wurde der Tscheche 13. im Sprint und 16. in der Verfolgung. In Osrblie nahm er 2012 erneut an den Europameisterschaften teil und wurde 18. des Einzels, 22. des Sprints, 32. der Verfolgung und mit denselben Mitstreitern wie im Vorjahr Sechster im Staffelrennen.
Nach den erfolgreichen Europameisterschaften konnte Kristejn in Kontiolahti sein Debüt im Weltcup geben. Im Sprint qualifizierte sich der Tscheche als 56. sogleich für die Verfolgung, in der er als 44. nur um vier Ränge einen erstmaligen Punktegewinn verpasste. Bei der letzten Weltcupstation der Saison in Chanty-Mansijsk startete er erneut im Weltcup. Dort belegte er Platz 78 im Sprint. In der darauffolgenden Saison kam er einmal im Weltcup zum Einsatz, er wurde 79. im Sprint von Pokljuka. Seine beste IBU-Cup-Platzierung war Platz 21 im Einzel von Beitostølen. In der Saison 2013/2014 startete er am häufigsten im Weltcup, insgesamt achtmal. Zusammen mit Jaroslav Soukup, Michal Krčmář und Ondrej Moravec wurde in der Herren-Staffel von Le Grand-Bornand Achter. Seine beste Einzelplatzierung war ein 42. Rang in Kontiolahti im Sprint. Dies ist zugleich das beste Einzelergebnis seiner Weltcup-Karriere. Nachdem er ein Jahr lang, weder im Weltcup startete, noch ein Top-10 Ergebnis im IBU-Cup vorweisen konnte, gewann Kristejn bei der Sommerbiathlon-Weltmeisterschaften 2016 in Otepää im Sprint Silber hinter dem Slowaken Martin Otčenáš. Auch im Winter gelangen ihm mit Platz neun im IBU-Cup-Sprint von Martell, sowie Platz vier und Platz sieben in Sprint und Verfolgung von Osrblie wieder Ergebnisse unter den ersten Zehn. Ebenso startete er wieder im Weltcup. Kristejn wurde 76 im Sprint in Nové Město. 2017/18 war seine letzte Saison im internationalen Biathlon-Zirkus. Im IBU-Cup wurde er im Sprint in Osrblie Siebter, im Einzel in Bayerisch Eisenstein Fünfter und bei den Europameisterschaften in Ridnaun Neunter in der Verfolgung. Sein letztes Weltcuprennen bestritt er in derselben Saison in Antholz, wo er 81. im Sprint wurde.

## Privates
Kristejn lebt in Žamberk. Für den örtlichen Verein SK Žamberk Tessuti sport ist er auch im Radmarathon aktiv. Von 2019 bis 2020 war er mit der tschechischen Biathletin Eva Puskarčíková verheiratet.

## Biathlon-Weltcup-Platzierungen
Die Tabelle zeigt alle Platzierungen (je nach Austragungsjahr einschließlich Olympische Spiele und Weltmeisterschaften).
- 1.–3. Platz: Anzahl der Podiumsplatzierungen
- Top 10: Anzahl der Platzierungen unter den ersten zehn (einschließlich Podium)
- Punkteränge: Anzahl der Platzierungen innerhalb der Punkteränge (einschließlich Podium und Top 10)
- Starts: Anzahl gelaufener Rennen in der jeweiligen Disziplin
- Staffel: inklusive Mixed- und Single-Mixed-Staffeln

| Platzierung         | Einzel | Sprint | Verfolgung | Massenstart | Staffel | Gesamt |
| ------------------- | ------ | ------ | ---------- | ----------- | ------- | ------ |
| 1. Platz            |        |        |            |             |         |        |
| 2. Platz            |        |        |            |             |         |        |
| 3. Platz            |        |        |            |             |         |        |
| Top 10              |        |        |            |             | 1       | 1      |
| Punkteränge         |        |        |            |             | 2       | 2      |
| Starts              |        | 10     | 3          |             | 2       | 15     |
| Stand: Karriereende |        |        |            |             |         |        |